# Ölunfall vor Neuseeland 2011

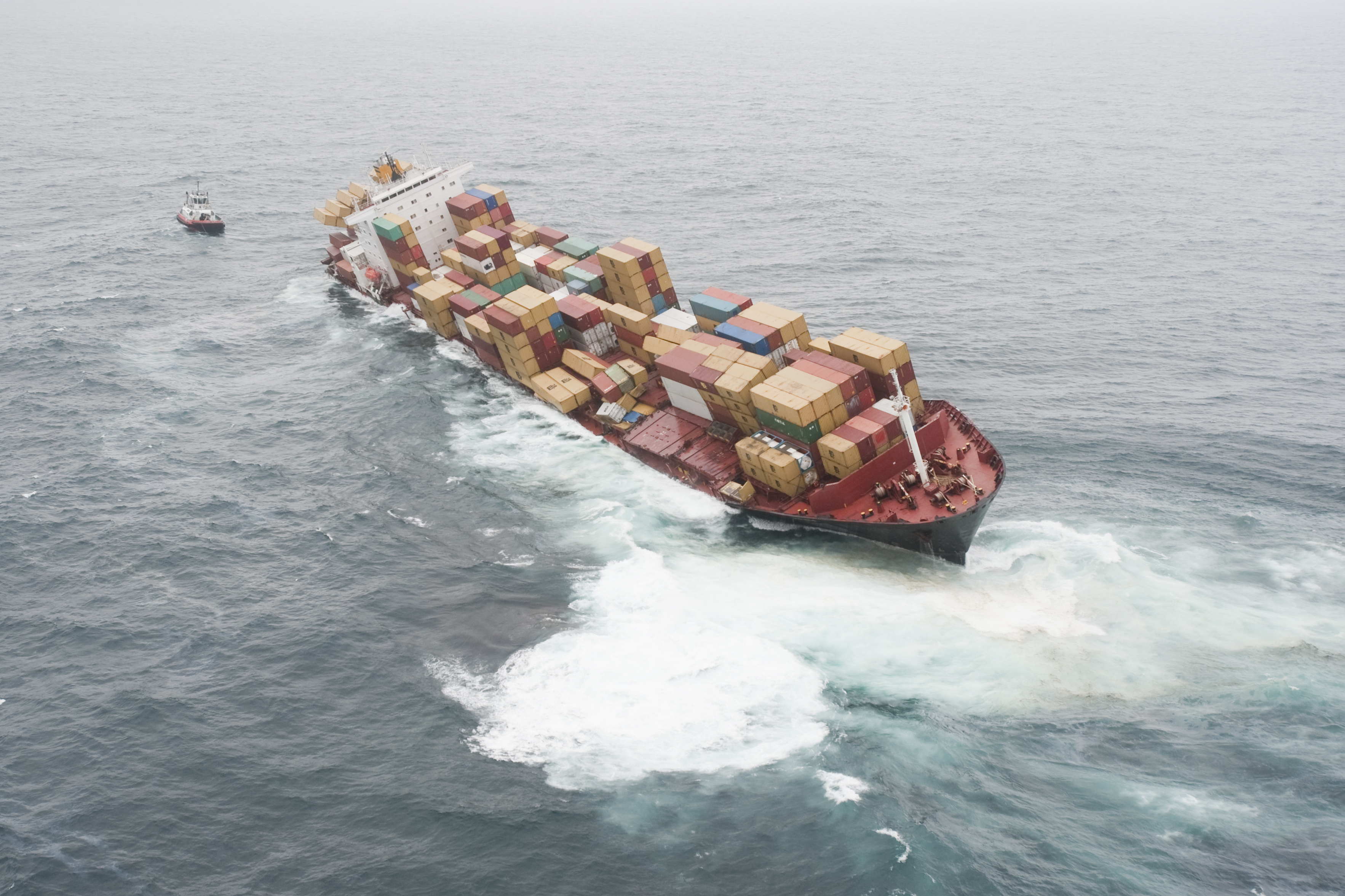
Die auf dem Astrolabe-Riff liegende Rena

Zum Ölunfall vor Neuseeland 2011 kam es am Morgen des 5. Oktober 2011, als das Containerschiff Rena auf das etwa 20 km vor Tauranga in der Bay Of Plenty liegende Astrolabe-Riff auflief.

## Hintergrund

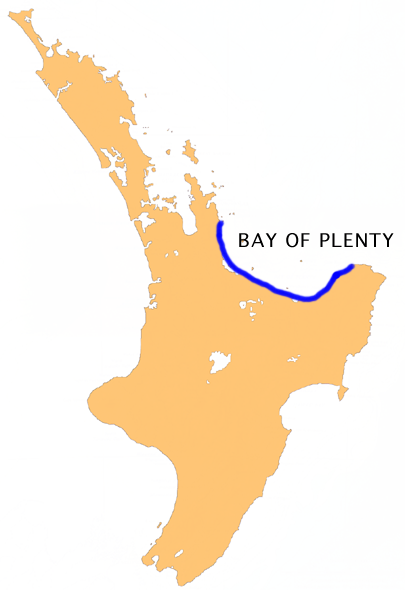
Lage der Bay of Plenty

Das havarierte Schiff Rena war ein Panamax-Containerschiff, das unter der Flagge Liberias fuhr. Das Schiff wurde von dem griechischen Unternehmen Costamare bereedert und ab Juni 2011 für fünf Jahre an die Mediterranean Shipping Company verchartert. Das Schiff wurde auf der Howaldtswerke-Deutsche Werft AG in Kiel gebaut. Die Kiellegung erfolgte am 4. Oktober 1989, die Fertigstellung am 1. April 1990. Bis zum Unglück wechselte das Schiff mehrfach seinen Besitzer.
Die Bay of Plenty mit dem Meeresschutzgebiet Mayor Island Marine Reserve im Nordosten ist ökologisch bedeutsam, vor allem für einige Walarten und Meeresvögel. Zudem sind die weißen Strände der Bay für den neuseeländischen Tourismus wichtig.

## Hergang

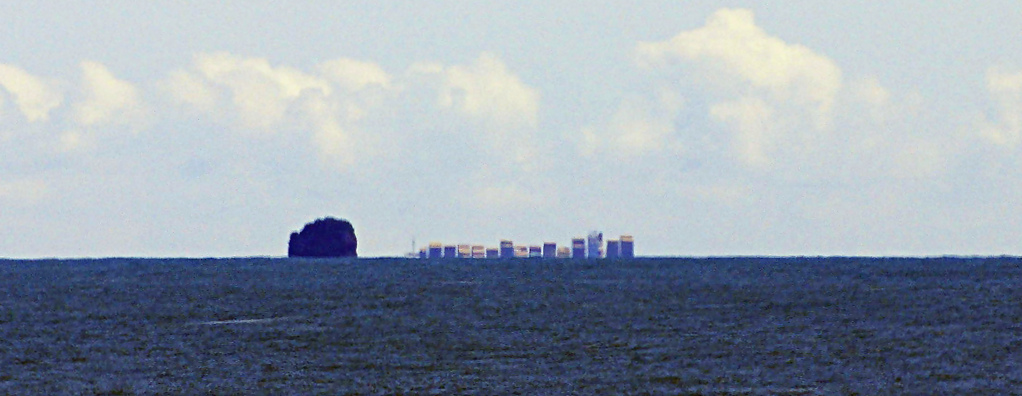
Die havarierte Rena, von Land aus fotografiert

Koordinaten: 37° 32′ 25″ S, 176° 25′ 45″ O
| Ort der Havarie |

Am 5. Oktober 2011 gegen 2:20 Uhr Ortszeit lief die Rena, die sich mit 9,6 m Tiefgang auf dem Weg von Napier nach Tauranga an der Ostküste der neuseeländischen Nordinsel befand, auf das etwa 20 km vor Tauranga in der Bay Of Plenty liegende Astrolabe-Riff auf. An Bord befanden sich 25 Besatzungsmitglieder, die in Sicherheit gebracht wurden. Zum Zeitpunkt der Havarie hatte das Schiff 1368 Container an Bord, die unter anderem mit Holz, Milchpulver, Fleisch und Fisch beladen waren. Weiterhin befanden sich etwa 1500 bis 2000 Tonnen Schweröl in den Treibstofftanks.
Durch die Kollision geriet die Rena in eine Schräglage von etwa 12 Grad; zwei Laderäume wurden geflutet, die Treibstofftanks blieben zunächst unbeschädigt. Aus gebrochenen Rohrleitungen trat jedoch Öl aus. Von der Havarie ist unter anderem die Bay of Plenty bedroht gewesen. Am 13. November 2011 war das Abpumpen des Öls abgeschlossen, kleine Restmengen verblieben jedoch im Schiff.

### Bergungsaktion
Nachdem am Morgen des 8. Oktober 2011 das australische Bunkerschiff Awanuia die Havariestelle erreicht hatte, begannen die Bergungsteams am nächsten Tag mit dem Abpumpen des Treibstoffes. Zudem wurde Schweröl vom beschädigten Tank Nr. 3 in den weiter achtern liegenden Tank Nr. 5 umgepumpt. Wegen des sich verschlechternden Wetters wurde die Containerladung besser gesichert.
In der Nacht zum 11. Oktober 2011 war der Rumpf des Schiffes durch die schlechteren Wetterbedingungen weiter beschädigt worden. Auch das Abpumpen des Schweröls musste unterbrochen werden. Bis zu diesem Zeitpunkt waren bereits 200 bis 300 Tonnen Öl ins Meer geflossen.
Spezielle Aufräumteams säuberten die Strände der Bay of Plenty. Sie fanden zahlreiche tote und verölte Seevögel, darunter auch Pinguine. Der Kapitän der Rena war mittlerweile vor dem Gericht in Tauranga angeklagt worden.

Bis zum 30. Oktober 2011 von der Rena abgepumptes Öl (Schwarz), auf dem Schiff initial vorhandene Ölmenge (Rot), verbliebene Menge nach erstem Ölverlust (Blau)

Am 19. Oktober 2011 schwammen nach Angaben von Bergungsleiter Bruce Anderson erneut Taucher zum Maschinenraum auf der Steuerbordseite. „Sie versuchen, einen trockenen Zugang zu den dortigen Tanks einzurichten“, sagte Anderson. Ein Schlepper war zu diesem Zeitpunkt nach Angaben der neuseeländischen Schifffahrtsbehörde mit dem Heck der Rena verbunden, um das Schiff zu stabilisieren. Zwei weitere standen für den Fall bereit, dass das Schiff auseinanderbricht.
Am 21. Oktober 2011 wurde bekannt, dass das Schiff stark gefährdet war, weil nur ein Teil auf dem Riff lag. Die Wellen übten dadurch einen enormen Druck auf den Teil des Rumpfes aus, der im offenen Meer lag.
Am 22. Oktober 2011 waren 256 Tonnen Öl aus den Tanks der Rena abgepumpt. Von den herabgefallenen und gesunkenen Containern konnte das Schiff Pancaldo einen kleinen Teil bergen.
Bis zum 30. Oktober wurden über 1000 Tonnen Öl abgepumpt, wobei sich noch rund 350 Tonnen in dem Schiff befanden. Etwa die gleiche Menge an Öl war bis dahin bereits ins Meer geflossen.
Knapp einen Monat nach der Havarie verschlechterte sich der Zustand des Containerschiffs. Die Behörden erklärten am 1. November 2011, sie bereiteten sich auf ein Auseinanderbrechen des Schiffs vor. Bis zu diesem Zeitpunkt wurden aus dem Schiff mehr als 1100 Tonnen Öl abgepumpt. Die restliche Menge Öl an Bord belief sich auf etwa 358 Tonnen. Nach einer sturmbedingten Pause arbeiteten am 2. November 2011 erneut Bergungsmannschaften an Bord, um die Pumpen wieder anzuschließen, teilte Maritime New Zealand mit. Die Teams versuchten vor dem Auseinanderbrechen des Schiffs noch so viel Öl wie möglich abzupumpen.
Nachdem die verbliebenen 358 Tonnen Öl in den nächsten Tagen abgepumpt wurden, mussten die verbliebenen 1200 Container vom Deck des Schiffes geborgen werden. Für den Fall, dass Container in der See verloren gehen, wurden die wichtigsten Container mit einem Transponder ausgestattet. Dies ermöglichte den Bergungsmannschaften ein schnelles Orten und Wiederfinden dieser Container.
Am 10. November 2011 begann das Abpumpen aus dem letzten gefüllten Öltank. Drei Tage später war das meiste Öl abgepumpt und das Bergen der restlichen 1280 Container konnte in Angriff genommen werden. Dies erwies sich als langwieriger Prozess, da im Schnitt nur eine Bergung von sechs Containern pro Tag möglich war.
Bis zum 22. Dezember wurden 282 Container vom Schiff geborgen. Es hatte insgesamt 1368 Container geladen, von denen 86 ins Meer fielen. Insgesamt konnten davon 19 Container wieder geborgen und an Land geschafft werden. Somit blieb ein Rest von 1086 noch zu bergender Container.
Am 8. Januar 2012 zerbrach die Rena endgültig in zwei Teile. Dabei gingen ca. 150 Container, einige davon mit gefährlichen Gütern, über Bord.
Am 10. Januar 2012 versank der hintere Teil der Rena zu dreiviertel. Dabei trat in geringem Maße Öl aus, das sich auf dem Meer verbreitete. Neben dem Öl wurden auch 13 Container losgerissen und an den Stränden angespült.
Bis zum 23. Januar 2012 wurden vom vorderen Teil des Schiffs 39 der insgesamt 110 Container geborgen. Am 4. April 2012 rutschte das Heck weiter das Riff hinunter und versank vollständig. Bis zu diesem Zeitpunkt waren mit 685 Containern etwas mehr als die Hälfte der 1386 geladenen Container geborgen worden.

## Folgen
Am 13. Oktober 2011 wurden die Strände zwischen Mount Maunganui und Maketu Point abgesperrt. Zunächst hieß es, es seien etwa 30 Container über Bord gegangen, dann wurde die Zahl auf 90 korrigiert. Einige enthielten giftige Stoffe.
Vermutlich etwa 400 Tonnen giftiges Schweröl strömten ins Meer. Helfer zählten mehr als 1300 tote Seevögel, darunter Lummensturmvögel, Sturmtaucher und Zwergpinguine. 800 Säcke mit ölverklebtem Sand wurden von den betroffenen Stränden entfernt.
Ende Februar wurde die Zahl von über 2000 verendeten Vögeln genannt. Umweltminister Nick Smith gab am 7. Februar 2012 die geschätzten Gesamtkosten für die Beseitigung der Schäden mit bisher 130 Millionen NZ$ an.

### Ökologische Auswirkungen
200 Kilometer von der Havariestelle entfernt wurden am 19. Oktober erstmals öliger Schlick sowie tote Vögel und Leder aus einem der Frachtcontainer angeschwemmt. Etwas weiter, an der Nordspitze des East Cape, wurde Milchpulver gefunden. Die Bay of Plenty und die angrenzenden Gewässer um das Meeresschutzgebiet „Mayor Island Marine Reserve“ waren über lange Strecken vom austretenden Öl betroffen.
Mehr als 3000 Liter des giftigen Dispersionsmittels Corexit 9500 wurden in den Tagen nach dem Unglück auf den Ölteppich gesprüht. Dann wurde festgestellt, dass der gewünschte Effekt der Dispersion bei dem Schweröl der „Rena“ nicht eintrat. Corexit wurde auch schon bei der Katastrophe der „Deepwater Horizon“ im April 2010 eingesetzt, damals wurde der Einsatz unter anderem mit Verweis auf die Wirkung auf die Mikrobiologie kontrovers diskutiert.

#### Reinigungseinsätze
Neben der Armee standen in den zwei Wochen nach dem Unglück 6.000 freiwillige Helfer bereit. Mehrere internationale und neuseeländische Umweltorganisationen (Forest and Bird) waren bei den Aufräumaktionen aktiv. Koordiniert wurden die Reinigungsaktionen von Maritime New Zealand. Die Helfer entfernten das Öl von den Sandstränden und reinigten verölte Vögel. Besonders bedrohte Arten wurden aus dem Gebiet evakuiert. So konnten fast 50 Exemplare des vom Aussterben bedrohten Maoriregenpfeifers gefangen und in Sicherheit gebracht werden. Weltweit existieren nur noch knapp 1500 Exemplare dieser Art. In einer Auffangstation für ölverschmierte Tiere wurden nach Angaben der Schifffahrtsbehörde bis zum 19. Oktober 2011 288 Vögel aufgepäppelt.
Am 22. Oktober 2011 wurden an fünf Hauptpunkten Strände auf einer Länge von 30 km an der Waihau Bay gereinigt, ca. 200 km entfernt von Tauranga. Ölsperren wurden ebenfalls vorbereitet, um das Maketu Estuar vor möglicher Verschmutzung zu schützen.
Die Kosten für die Reinigungseinsätze betrugen bis zum 5. November 14 Millionen NZ$. Freiwillige investierten bis zum 5. November 2011 mehr als 13.000 Stunden ihrer Zeit zum Reinigen der Umwelt.

### Rechtliche Konsequenzen
Der philippinische Kapitän und sein Navigationsoffizier mussten sich wegen fahrlässiger Schiffsführung vor Gericht verantworten. Ihnen drohte deswegen eine einjährige Haftstrafe. Später erweiterte die neuseeländische Schifffahrtsbehörde die Anklage um den Vorwurf, gefährliche Stoffe auf See abgelassen zu haben. Darauf stehen bis zu zwei Jahre Haft oder eine Geldstrafe von 300.000 neuseeländischen Dollar (rund 175.000 Euro). Außerdem wurde dem Kapitän vorgeworfen, nach der Havarie das Logbuch manipuliert zu haben. Ende Februar bekannte sich der Kapitän in allen sechs Anklagepunkten für schuldig, sein Offizier in vier von fünf. Die Rena versuchte zum Zeitpunkt des Unfalls offenbar, den Weg zum Hafen von Tauranga abzukürzen, um eine Frist einzuhalten. Dabei habe die Crew laut Staatsanwalt eine Reihe von Fehlern gemacht und den Kurs des Schiffes auf unzulässige Weise geändert. Am 25. Mai 2012 wurden die beiden angeklagten Schiffsoffiziere vor einem Gericht in Rotorua zu je sieben Monaten Haft verurteilt (die Höchststrafe, die das Gericht nach dem Gesetz hätte aussprechen können, liegt bei sieben Jahren Freiheitsstrafe).

## Reaktionen
Der neuseeländische Umweltminister Nick Smith bezeichnete die drohende Ölpest als die „schlimmste Umweltkatastrophe“ in der Geschichte des Landes. Experten und Einheimische fragten sich nach dem Unglück, wie der Frachter überhaupt mit dem Riff kollidieren konnte: Es ist nur 80 Meter breit und meistens auch gut sichtbar. Seit 1827 ist es in den Seekarten verzeichnet.
Bei einem Besuch des Unglücksortes kurz nach dem Unglück forderte Premierminister John Key eine lückenlose Aufklärung des Unglücks. Es müsse jemand zur Verantwortung gezogen werden. „Es gibt ernsthafte Fragen zu beantworten. Wir wollen wissen, wie das passieren konnte.“
Als Reaktion auf das Unglück forderte der NABU am 20. Oktober 2011 auch für die deutschen Gewässer eine Verbesserung der Schiffssicherheit. Dazu gehörten größere Kapazitäten bei den Hochseeschleppern, eine Lotsenpflicht in gefährlichen Passagen und eine lückenlose Überwachung der Schifffahrt über automatisierte Systeme (Automatic Identification System). Das Unglück der „Rena“ zeige einmal mehr, wie schwer solche Unfälle in den Griff zu bekommen seien.